# Kerstin Hallén
Kerstin Hilda Margareta Hallén, född Sundelin den 2 april 1922 i Lit i Jämtland, död 21 mars 2012 i Stockholm, var en svensk journalist och översättare från franska och engelska. Hon var fram till 1969 gift med journalisten Tore Hallén. Som journalist arbetade hon på Dagbladet Nya samhället i Sundsvall och på Morgon-Tidningen i Stockholm innan hon blev redaktör på i tur och ordning Idun, Vecko-Journalen och Vi. När Åhlen & Åkerlund 1966 startade boktidskriften Böckernas värld blev Hallén enrollerad. I samband med detta började hon översätta, först noveller och kortare texter, sedan hela böcker. Från mitten av 1970-talet var Hallén sedan verksam som översättare på heltid.
Bland författare hon översatt märks Georges Simenon och Françoise Sagan samt nobelpristagarna Doris Lessing och Toni Morrison.

## Översättningar (urval)
- François Billetdoux: Utkast till en borgare (Brouillon d'un bourgeois) (Bonnier, 1966)
- Elie Wiesel: Löftet i Kolvillàg (Le serment de Kolvillàg) (Forum, 1975)
- Dorothy Parker: En enda ros : poesi och prosa i urval (dikterna tolkade av Kerstin Hallén i samarbete med Uno Florén) (Trevi, 1978)
- Anne Tyler: Segla efter stjärnorna (Celestial navigation) (Trevi, 1980)
- Marguerite Yourcenar: Fromma minnen (Souvenirs pieux) (Forum, 1981)
- Alice Walker: Purpurfärgen (The color purple) (Trevi, 1984)
- Doris Lessing: Om de gamla kunde och de unga visste (If the old could) (Trevi, 1985)
- Mitch Albom: Tisdagarna med Morrie (Tuesdays with Morrie) (Forum, 2000)
- Toni Morrison: En välsignelse (A mercy) (Forum, 2009)

## Priser
- 1977 – Sveriges Författarfonds premium till personer för belöning av litterär förtjänst
- 1981 – Svenska Deckarakademins översättarpris
- 1984 – Trevipriset
- 1996 – Svenska Akademiens översättarpris
- 1996 – Elsa Thulin-priset